# Trox sulcatus
Trox sulcatus är en skalbaggsart som beskrevs av Carl Peter Thunberg 1787. Trox sulcatus ingår i släktet Trox och familjen knotbaggar. Inga underarter finns listade i Catalogue of Life.

## Bildgalleri

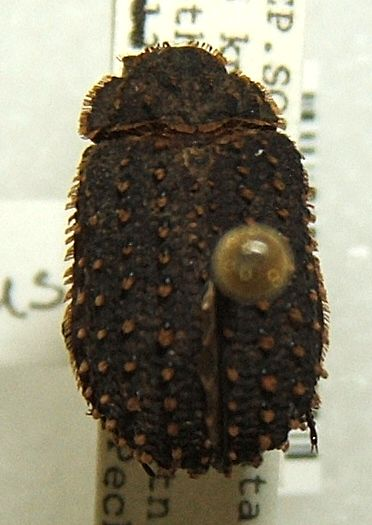